# Rupert von Salzburg

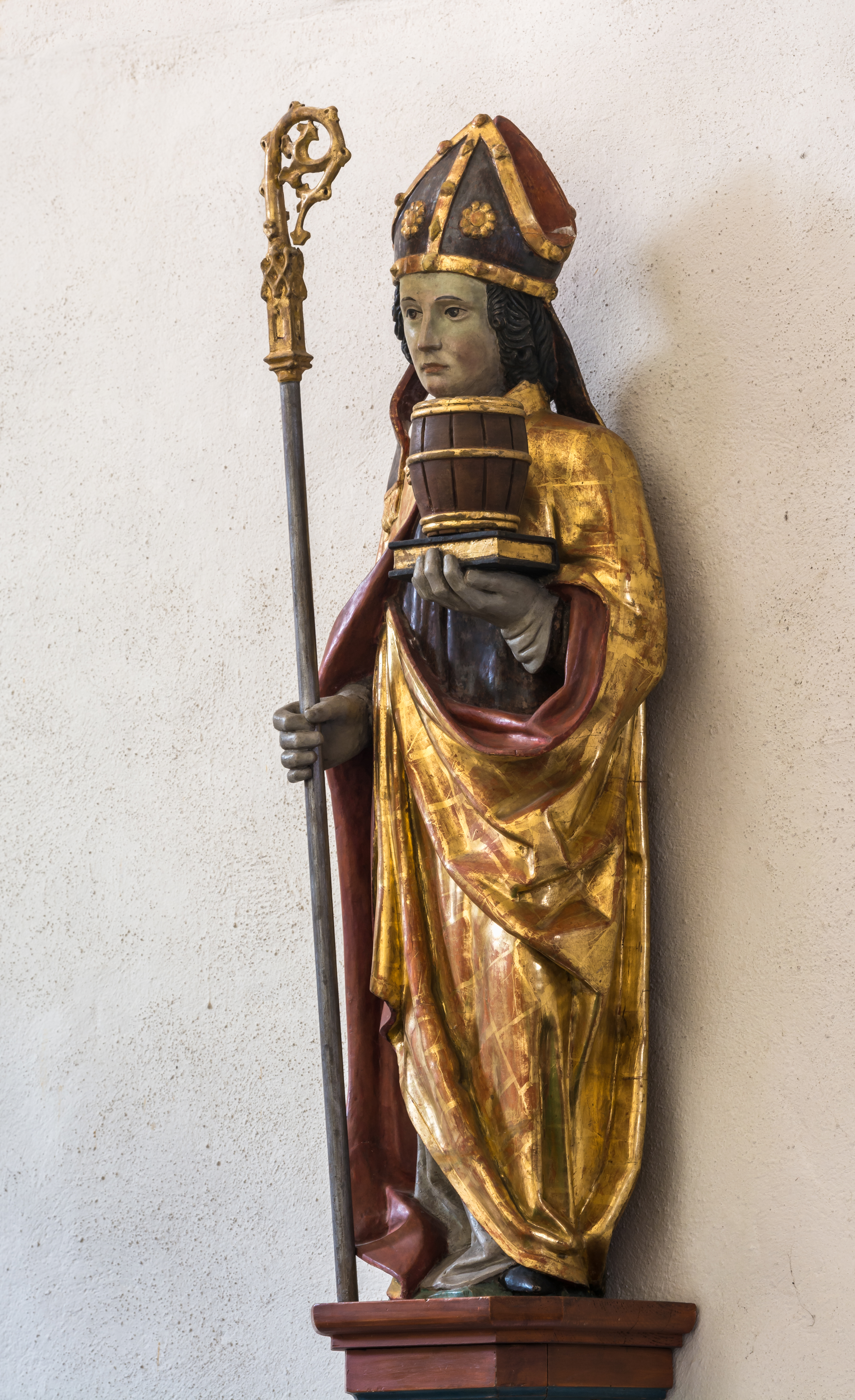
Rupertfigur mit dem Salzfass als Attribut aus der Pfarrkirche Pfarrwerfen St. Cyriak (2. Hälfte des 15. Jahrhunderts)

Der heilige Rupert von Salzburg (auch Ruprecht, Hrodperht, Hrodpreht, Roudbertus, Rudbertus, Robert) (* um 650 vermutlich in Worms; † vermutlich 27. März 718 ebenda) war Bischof von Worms sowie erster Bischof in Salzburg und Abt des dortigen St.-Peter-Stiftes. Der hl. Rupert oder Rupertus ist der Schutzpatron des österreichischen Bundeslandes Salzburg.

## Leben
Rupert (Hruodpert), der „Apostel der Baiern“, war von hochadeliger Herkunft und stand in enger Verwandtschaft zum merowingischen Königshaus; möglicherweise stammt er aus der Familie der Robertiner.
Er wirkte Ende des 7. Jahrhunderts auf Ersuchen von Herzog Theodo II. als Bischof von Worms zuerst in der damaligen bairischen Hauptstadt Regensburg und unterwies den Herzog und seine Gefolgschaft im christlichen Glauben.
Rupert erhielt vom Bayernherzog Theodo in Regensburg dann die Erlaubnis, nach Gutdünken einen geeigneten Ort zu suchen, wo er Kirchen samt den für seine Arbeit notwendigen kirchlichen Bauten wiederherstellen sollte.
Rupert verließ Regensburg und fuhr mit dem Schiff donauabwärts bis an die Grenze des Herrschaftsgebietes der Awaren, nämlich Lorch (Lauriacum). Hier war eine erstaunlich starke frühchristliche Siedlung vorhanden. Die dortige Laurentiuskirche geht in ihren Wurzeln sogar auf römisch-heidnische Vorgängerbauten zurück. Seinen ursprünglichen Plan, die Awarenmission – sowie die der Slawen – musste er dabei angesichts der Kriege und der vielen Zerstörungen an der Landesgrenze offensichtlich aufgeben.

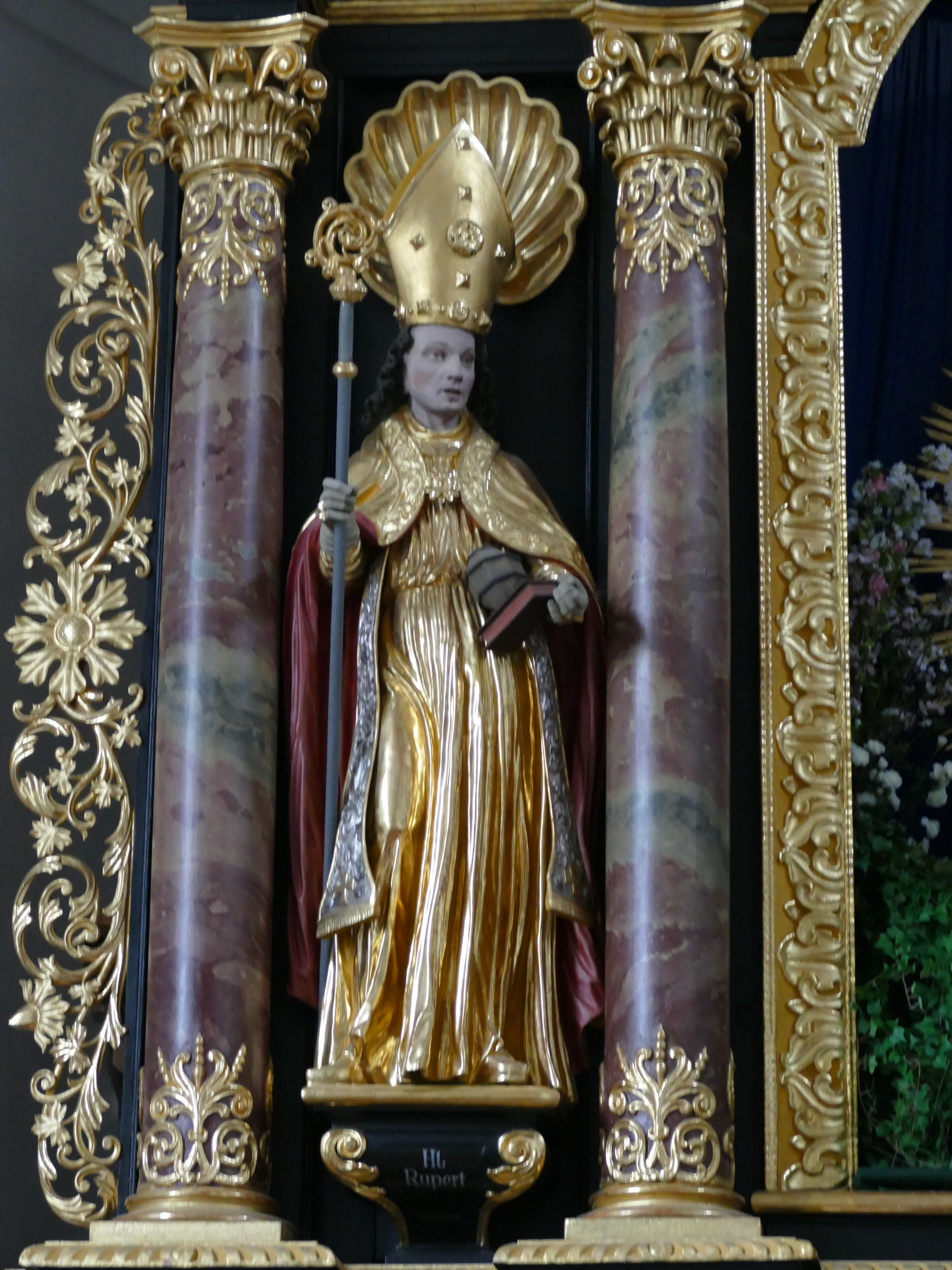
Rupertus in der Pfarrkirche Mariä Himmelfahrt (Vachendorf), geschnitzt von Georg Pämer, 1680

Danach zog er weiter, vermutlich auf der alten Römerstraße durch den Traungau und den Attergau in Richtung Salzburg, nach einem kurzen Zwischenhalt in Seekirchen ließ er sich an dem für seine Aufgaben günstigsten Ort, Salzburg, nieder, wo er noch eine romanische Restbevölkerung und vermutlich auch eine seit der Spätantike bestehende Mönchsgemeinschaft antraf. Die stattliche Kirche, die Rupert zu Ehren des heiligen Petrus errichtete, lag auf dem Platz des heutigen Domes. Mit der Errichtung der Peterskirche und des ersten Klosters erneuerte Rupert so das heute zumindest im deutschen Sprachraum älteste erhaltene Kloster, das nach der benediktinischen Regel lebt. Er verehrte seinen als Heiligen geltenden Wormser Vorgänger, Amandus von Worms, sehr und überführte den Großteil von dessen Reliquien nach Salzburg, wo er auch seinen Kult begründete. 
Die Gebeine befinden sich hier noch heute in der Stiftskirche St. Peter, unter dem Amandusaltar; der auf Rupert zurückgehende, originale Beisetzungs- und Verehrungsort  wurde auf dem nahen Petersfriedhof, unter der jetzigen Margarethenkapelle lokalisiert.
Im Schutz der „Oberen Burg“ (castrum/castellum superius, heute Festung Hohensalzburg) gründete der heilige Rupert 711/12 das Kloster Nonnberg, heute das weltweit älteste ununterbrochen bestehende christliche Frauenkloster.
Erste Schenkungen erfolgten unter Herzog Theodo (Weiler und Güter Maxglan und Piding). Im Bereich der Quellsalinen in Reichenhall erhält Rupert für das Stift St. Peter 20 Salzpfannen, ein Drittel des Salzbrunnens sowie den üblichen Herrenzins. Aber erst die späteren Schenkungen unter Herzog Theotpert ermöglichten ein auf längere Sicht überlebensfähiges Bistum. Die Maximilianszelle wurde ebenfalls von Rupert gegründet (ebenfalls 711/12).
Rupert kehrte 714 kurzzeitig in seine Heimat zurück, um seine Nichte Erentrud und einige männliche Helfer zu holen.
Rupert starb vermutlich am 27. März 718, wahrscheinlich in Worms. Seine Gebeine wurden vom heiligen Bischof Virgil anlässlich der Einweihung des Neubaus des Salzburger Doms am 24. September 774 nach Salzburg überführt.

## Historische Quellen
Notitia Arnonis (788/90) und Breves Notitiae (nach 798) sind zwei unterschiedliche Bearbeitungen und Zusammenfassungen der reichen Urkundenschätze Salzburgs, die mit Rupert beginnen.
Das Verbrüderungsbuch von St. Peter (784) „geht auf ältere nicht erhaltene Vorlagen zurück“ und ist „das Verzeichnis der Lebenden und der Toten, mit denen sich das Stift Salzburg in Gebetsverbrüderung wusste“.
Die Gesta Sancti Hruodberti Confessoris (um 798) beinhalten die ältere Fassung der Lebensbeschreibung des heiligen Rupert. Sie sind sehr an die Darstellungsweise der typischen christlichen Heiligenlegende gebunden, sie enthalten aber eine Vielzahl von wichtigen Nachrichten über die Arbeit Ruperts in Bayern.
Die Conversio Bagoariorum et Carantanorum beschreibt in ihren ersten fünf Kapiteln das Leben des heiligen Rupert in einer jüngeren Fassung.

## Verehrung

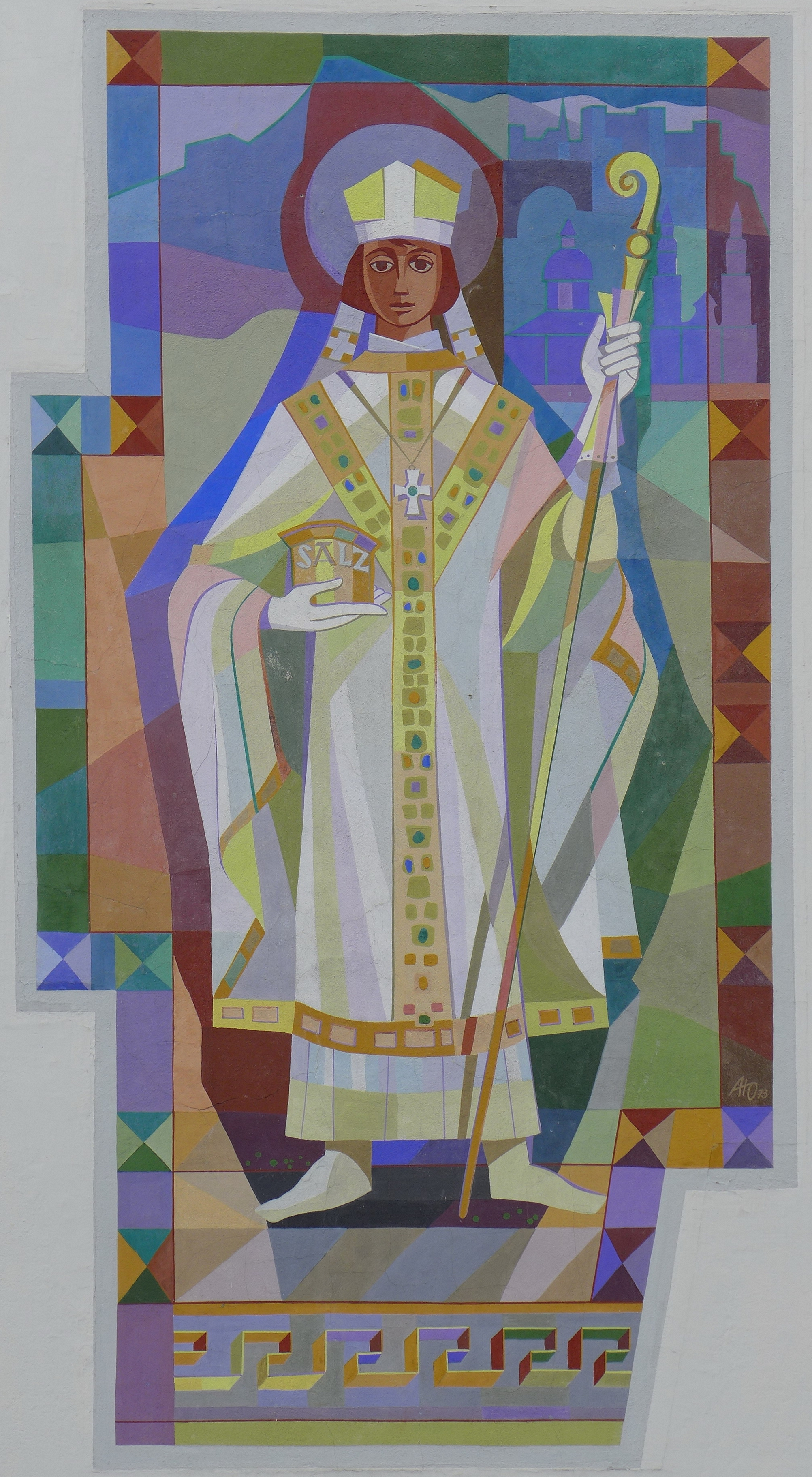
Darstellung des heiligen Rupert von Adolf Osterider in der Rupertikirche in Hohenrain

Rupert ist niemals in einem formalen Verfahren heiliggesprochen worden. Er gehört zu der älteren Kategorie der Heiligen, deren Kult in Rom anerkannt wurde und deren Gedenktag wie auch der seiner Nichte Ehrentrudis in den offiziellen Heiligenkalender der römisch-katholischen Kirche aufgenommen wurde.

### Festtag
Der traditionelle Gedenktag Ruperts ist sein Todestag, der 27. März („Rupert in der Fasten“). Er wird im römisch-katholischen Raum „kaum mehr gefeiert“, der Tag der Übertragung der Reliquien in den Salzburger Dom am 24. September („Herbstruperti“) ist dagegen als Rupertitag Landesfeiertag des Landes Salzburg, die Salzburger Schüler haben an diesem Tag schulfrei. Um diesen Tag wird in der Stadt Salzburg zudem ein Kirchweihfest gefeiert, der Rupertikirtag. Im Evangelischen Namenkalender ist der Gedenktag Ruperts für den 28. März festgesetzt.

### Patrozinien
Der hl. Rupert ist der Landespatron von Salzburg und gemeinsam mit dem hl. Virgil der Schutzpatron der Erzdiözese Salzburg einschließlich des heute zum München-Freising gehörenden Rupertiwinkels. Zum „Apostel der Baiern“ und neben der Gottesmutter zweiten Landespatron Bayerns wurde der hl. Rupert durch die Missionierung des Herzogtums Baiern und die Taufe des Baiernherzogs Theodo in Regensburg.
Ortspatron ist er etwa in St. Ruprecht an der Raab und St. Ruprecht ob Murau (Steiermark), Šentrupert in Slowenien und dem Klagenfurter Stadtteil St. Ruprecht.
Rupert ist Mitpatron des Salzburger Doms, der Kathedrale des historischen Erzstifts und heutigen Erzdiözese, und etlicher anderer Kirchen (siehe Rupert-von-Salzburg-Kirche). Weiters wird er als Schutzpatron des Salzbergbaus und der Salzarbeiter und der Hunde angerufen.
Mehrere katholische Studentenverbindungen sind seinem Patronat unterstellt: die KDStV Rupertia Regensburg im CV und die KÖHV Rupertina Salzburg im ÖCV. Ebenfalls trägt eine christliche Mittelschülerinnenverbindung seinen Namen: die CEMV Rupertina zu Bruck an der Mur im Verband farbentragender Mädchen. Nach dem Heiligen ist auch das Rupertinum in Salzburg benannt.

### Ikonografie

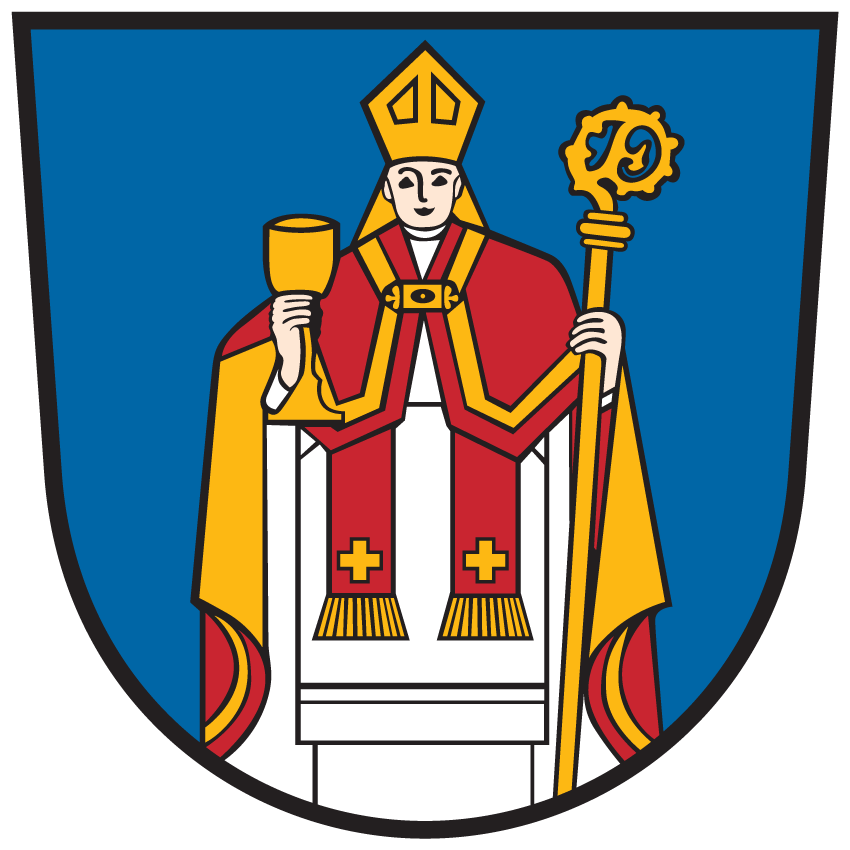
Darstellung im Wappen von Guttaring (Kärnten)

Die ältesten Darstellungen Ruperts finden sich in der Buchmalerei des 12. Jahrhunderts. Er wird dort meist als Bischof mit Bischofsstab und Buch gezeigt. Erst die späteren Darstellungen aus dem 15. und 16. Jahrhundert in Bayern zeigen Rupert auch mit einem Salzfass als Attribut. Der Heilige wurde gemäß einer alten Legende als Entdecker der Solequellen (Salzwasser) von Reichenhall dargestellt, die er durch einen Schlag mit seinem Stab an die Felsen zum Entspringen gebracht haben soll. Daneben gibt es auch die Darstellung der Taufe des Baiernherzogs Theodo durch Rupert. Zudem ist der Heilige auch häufig mit dem Altöttinger Gnadenbild in Händen dargestellt.

### Darstellung auf Münzen
Das Fürstbistum Salzburg wählte vielfach Rupert von Salzburg als Münzbild für Talermünzen und Dukaten. Rupert von Salzburg ist in der Regel mit dem Wappen des jeweiligen regierenden Erzbischofs als stehende Figur oder thronend (sitzend) dargestellt. Zum Beispiel zeigt die Vorderseite der Turmtalerklippe des Erzbischofs Wolf Dietrichs von Raitenau aus dem Jahr 1593 den thronenden Stiftsheiligen Rupert von Salzburg mit Mitra, Krummstab und Salzfass hinter dem bischöflichen Wappen.